# Kasiopeja (mitologija)
Kasiopeja (grč. Κασσιε/οπεια, Kassie/opeia) u grčkoj mitologiji Andromedina majka i Kefejova žena.

## Etimologija
Kasiopejino grčko ime znači "ona čije riječi nadmašuju".

## Mitologija

### Posejdonov bijes
Kasiopeja je bila prekrasna ali arogantna i tašta. Često je prikazivana na tronu kako se igra svojom kosom. Hvalila se da su i ona i njezina kći Andromeda ljepše od Nereida, prekrasnih morskih nimfi, kćeri morskog boga Nereja. Ovo je rasrdilo Posejdona koji je odlučio uništiti njezinu zemlju Etiopiju. Druga inačica mita donosi da je Posejdon poslao morsko čudovište Keta da uništi zemlju ili ju je pak sam Posejdon poplavio.
Pokušavši izbjeći takvu sudbinu, Kefej i Kasiopeja savjetovali su se s mudrom amonskom proročicom koja im je rekla da je jedini način izbjegavanja katastrofe žrtvovanje njihove kćeri Andromede. Privezali su je za stijenu na obali, a Perzej je, pošto je odsjekao Meduzinu glavu, rekao da će je spasiti ako je potom dobije za ženu. Roditelji su pristali, a on je tom čudovištu također odsjekao glavu i oženio je.

### Andromeda i Perzej
Perzej je oženio Andromedu usprskos Fineju kojem je bila obećana. Na vjenčanju je među njima došlo do svađe među dvojicom, a Finej je sa svojim ljudima napao Perzeja koji je prijateljima ubrzo rekao da skrenu pogled. Izvadio je Meduzinu glavu, a Finej se, nakon što ju je vidio, pretvorio u kamen, zajedno sa svojim ljudima.
Druga inačica mita govori da je Kasiopeja potakla Agenora da se bori za Andromedu, ali Perzej ga je pobijedio.

### Zviježđe
Nakon svoje smrti, Kefej, Perzej, Andromeda i Kasiopeja smješteni su na nebo. Posejdon je smatrao da Kasiopeja još ne može pobjeći svojoj kazni te ju je smjestio kao zviježđe na nebu u blizini Sjevernog pola gdje kruži naglavačke polovinu vremena (cirkumpolarno zviježđe).

## Vanjske poveznice
- Kasiopejino hvalisanje u grčkoj mitologiji (engl.)